# Acoakko
『acoakko』（アコアッコ）は、2008年10月15日にiTunes Store限定で発売されたMy Little Loverのアルバム。発売元はavex trax。

## 概要
当初はiTunes Storeのみでの配信限定アルバムであったが、2010年11月10日の2枚組アルバム『acoakko debut』のDisc2としてCD化された。『acoakko』という、My Little Loverの楽曲をアコースティックにアレンジするライブを行っており、そのライブがきっかけとなって考案されたアルバムである。ストア内ランキング1位を獲得した。編成はボーカル：akko、ギター：古川昌義、キーボード：森俊之である。

## 収録曲
| 全作詞: akko（#1、#2、#5、#9、#10、作詞: 小林武史）、全編曲: 古川昌義、森俊之。 |                                     |                                              |                     |      |
| #                                                                               | タイトル                            | 作詞                                         | 作曲                | 時間 |
| 1.                                                                              | 「Hello, Again 〜昔からある場所〜」 | akko（#1、#2、#5、#9、#10、作詞: 小林武史 ） | 藤井謙二 & 小林武史 | 6:04 |
| 2.                                                                              | 「Free」                            | akko（#1、#2、#5、#9、#10、作詞: 小林武史 ） | 小林武史            | 5:04 |
| 3.                                                                              | 「recall」                          | akko（#1、#2、#5、#9、#10、作詞: 小林武史 ） | TANATONOTE          | 4:38 |
| 4.                                                                              | 「予感」                            | akko（#1、#2、#5、#9、#10、作詞: 小林武史 ） | tetsuhiko           | 5:36 |
| 5.                                                                              | 「悲しみよ今日わ」                  | akko（#1、#2、#5、#9、#10、作詞: 小林武史 ） | 小林武史            | 5:08 |
| 6.                                                                              | 「くちびる」                        | akko（#1、#2、#5、#9、#10、作詞: 小林武史 ） | 古川昌義、森俊之    | 5:06 |
| 7.                                                                              | 「あふれる」                        | akko（#1、#2、#5、#9、#10、作詞: 小林武史 ） | 小林武史            | 5:26 |
| 8.                                                                              | 「インスピレーション」              | akko（#1、#2、#5、#9、#10、作詞: 小林武史 ） | 松浦友也            | 5:58 |
| 9.                                                                              | 「Man & Woman」                     | akko（#1、#2、#5、#9、#10、作詞: 小林武史 ） | 小林武史            | 5:16 |
| 10.                                                                             | 「風と空のキリム」                  | akko（#1、#2、#5、#9、#10、作詞: 小林武史 ） | 小林武史            | 4:39 |
| 合計時間:                                                                       | 合計時間:                           | 合計時間:                                    | 52:55               |      |

### 楽曲解説
1. Hello, Again 〜昔からある場所〜
3rdシングル。
2. Free
1stアルバム『evergreen』収録曲。
3. recall
6thアルバム『akko』収録曲。
4. 予感
6thアルバム『akko』収録曲。
5. 悲しみよ今日わ
5thアルバム『FANTASY』収録曲。
6. くちびる
19thシングル「dreamy success」のカップリング。
7. あふれる
18thシングル。
8. インスピレーション
17thシングル「り・ぼん」のカップリング。
9. Man & Woman
1stシングル。
10. 風と空のキリム
16thシングル。